# Hu Nim

Hu Nim

Hu Nim (1932–1977), bí danh Phoas, là một nhà chính trị Campuchia và có gốc Hoa-Khmer. Nim xuất thân từ một gia đình nông dân nghèo. Tuy nhiên ông lại là một sinh viên xuất sắc và đã vươn lên chức Giám đốc Hải Quan lúc 26 tuổi. Trong thời kỳ Khmer Đỏ cầm quyền tại Campuchia từ 1975-1979, ông giữ vai trò là Bộ trưởng thông tin nhưng sau đó bị thanh trừng và bị xử tử tại nhà tù S21.
Hu Nim sinh năm 1932 (một số nguồn ghi 1930) trong một gia đình nông dân nghèo tại làng Korkor huyện Kampong Siem thuộc tỉnh Kampong Cham. Năm 1950, Hu Nim bắt đầu học tại trường trung học Sisowath ở Phnom Penh. Nhờ học giỏi nên ông nhận được học bổng tại Paris cùng với Hou Yuon, Toch Phuon, và Khieu Samphan. Trong thời gian làm sinh viên tại Pháp, ông giai nhập nhóm sinh viên nghiên cứu chủ nghĩa Mác-Lê Nin cùng với Hou Yuon, Ieng Sary, Khieu Samphan, Touch Phuon và Pol Pot.
Tại Paris ông tốt nghiệp xuất sắc, sau đó ông nhận được bằng tiến sĩ và đưa ra nhiều "luận án kinh tế" phát triển đất nước cùng với Hou Yuon và Khieu Samphan.
Giữa thập niên 1950, Hu Nim về nước. Sau đó ông cùng với Hou Yuon và Khieu Samphan được mời vào Quốc hội phục vụ dưới thời Hoàng thân Norodom Sihanouk và được giữ chức Bộ trưởng Thương nghiệp. Cuối những năm 1960 ông bị chính quyền của Hoàng thân Sihanouk khai trừ và với cáo buộc kích động người dân tiến hành cuộc biểu tình gây bạo loạn chống Sihanouk. Sau đó ông lẩn trốn vào rừng và giai nhập lực lượng của Khmer Đỏ cùng với Hou Yuon và Khieu Samphan.
Năm 1970 Sau khi Hoàng thân Norodom Sihanouk bị Lon Nol lật đổ, Khmer Đỏ bắt đầu tiến hành cuộc chiến tranh vũ trang với sự ủng hộ của Hoàng thân Norodom Sihanouk. Khi quân Khmer đỏ của Pol Pot tiến vào Phnom Pênh vào ngày 17 tháng 4 năm 1975 lật đổ Lon Nol, Hu Nim được giữ chức vụ Bộ Trưởng Thông tin và Truyền thông của nhà nước Kampuchea Dân Chủ.
Vào tháng 4 năm 1977, ông bị thanh trừng và bị Khmer Đỏ cáo buộc tội "phản bội". Ngay sau đó Hu Nim đã bị đưa đến nhà tù an ninh S21. Vào tháng 7 năm 1977, ông đã bị sát hại tại nhà tù Tuol Sleng (hay S21) chỉ sau 3 tháng thẩm vấn trong một cuộc thanh trừng nội bộ của Khmer Đỏ do Pol Pot, Nuon Chea và Son Sen đứng đầu.